# La Valise RTL
Pour les articles homonymes, voir La Valise (homonymie).
La Valise RTL est un jeu radiophonique diffusé sur RTL du 5 août 1974 à 2007, puis à partir du 8 septembre 2014. Depuis 1993, le jeu est aussi diffusé sur Bel RTL.
Lancé pour la première fois par André Torrent, le jeu a été animé notamment par Michel Drucker et Fabrice.

## Présentation et historique
L'animateur du jeu commence par annoncer à l'antenne le montant supposé être contenu dans la « Valise », qui est en fait virtuelle. Après quoi, un numéro de téléphone fixe est tiré au sort dans l'annuaire français, puis le candidat sélectionné est appelé en direct. On accorde à la personne appelée le délai de quatre sonneries, pas une de plus, pour répondre. Si au bout de quatre sonneries personne n'a décroché, l'appel est interrompu et le jeu reporté. Si la personne sélectionnée décroche à temps et si elle est en mesure de fournir le montant exact précédemment annoncé à l'antenne, elle gagne l'intégralité de cette somme. Le but de ce jeu était de récompenser la fidélité des auditeurs.
La première valise RTL, contenant 14 048 francs, est gagnée le 15 août 1974 par un couple de retraités de la RATP, une somme coquette pour l'époque, sachant qu'en 1974, le SMIC se situait aux alentours des 1000 F mensuels.
À l'origine, ce jeu était proposé uniquement le matin. En été, lorsque le jeu était animé  par Max Meynier, Claude Hemmer, alors concepteur-réalisateur, imagina une variante pour que celles et ceux qui n'étaient pas chez eux mais en vacances puissent ainsi  participer à ce jeu fil rouge ; il s'agissait de la « Valise cabine » : on appelait une cabine téléphonique quelque part en France, l'animateur annonçant quelques minutes avant la commune où allait sonner la cabine, mais pas le lieu précisément. Les auditeurs avaient alors le temps d'un disque — soit environ 4 minutes — pour se rendre dans une des cabines de la commune.
En 1993, la Valise fait son apparition à l'antenne sur la radio Bel RTL, radio francophone belge.
Depuis 1999, la Valise RTL est également programmée pendant les après-midis. Une variante est apportée au concept en 2002, avec le lancement de la Valise portable, qui permet aux auditeurs possesseurs d'un téléphone mobile de s'inscrire afin d'espérer être appelés, ce qui n'était pas possible auparavant (le principe de jeu restant ensuite le même). 
En 2007, le jeu de la Valise RTL disparaît de l'antenne. Mais, le 25 août 2014, Laurent Ruquier, prenant la succession de Philippe Bouvard dans l’émission Les Grosses Têtes sur RTL, relance le jeu, avec quelques changements. Plus ludique, le jeu permet désormais de gagner de nombreux cadeaux (séjours, places de spectacle, livres, etc.), en plus d'une somme d'argent. 
En septembre 2014, la nouvelle Valise RTL est réservée à l'émission de Laurent Ruquier (avant son arrêt en 2007, le jeu se retrouvait dans toutes les émissions de la station), mais, depuis novembre 2014, les animateurs du matin rajoutent également des cadeaux dans la valise[réf. souhaitée]. Les auditeurs doivent s'inscrire pour participer au jeu et sont tirés au sort pendant l'émission. 
La Valise RTL fait son grand retour à l'antenne le 8 septembre 2014, pour être remportée lors de sa première journée.

## Présentateurs successifs
(juin 2014).
- André Torrent[2]
- Max Meynier[2]
- Guy Lux[réf. souhaitée]
- Michel Drucker[2]
- Julien Lepers[2]
- Fabrice[2]
- Olivier Lejeune[réf. souhaitée]
- Julien Courbet[réf. souhaitée]
- Nagui[réf. souhaitée]
- Amanda Lear[réf. souhaitée]
- Patrick Sébastien[réf. souhaitée]
- Evelyne Leclercq[réf. souhaitée]
- Vincent Perrot[réf. souhaitée]
- Nancy Sinatra[réf. souhaitée]
- Jean-Pierre Foucault[réf. souhaitée]
- Roger Zabel[réf. souhaitée]
- Laurent Boyer[réf. souhaitée]
- Laurent Ruquier[réf. souhaitée]
- Billy[réf. souhaitée]
- Philippe Risoli[réf. souhaitée]
- Patrick Sabatier[réf. souhaitée]
- Jean-Luc Lahaye[réf. souhaitée]

## Hommages et émissions concurrentes
- La Valise RTL a fait l'objet d'un sketch de l'humoriste Jean-Marie Bigard ; elle apparaît également dans le sketch d'Élie Kakou : Allô la police, mettant en scène Madame Sarfati recevant l'appel de Fabrice.

- Cette émission a été copiée par la station de radio NRJ, dans l'Émission Sans Interdit sous le nom de « Le sac NRJ ». Le principe est le même, sauf que la somme d'argent était remplacée par des cadeaux donnés par les animateurs de l'émission.

- En 2011, la radio concurrente Europe 1 avait ressuscité Europe-stop, qui fit ses beaux jours entre 1975 et 1985, désormais programmé lors des périodes de vacances scolaires[2]. Dans ce jeu itinérant, les auditeurs doivent trouver une voiture, circulant dans leur ville, aux couleurs de la station et donner à l'animateur le mot de passe entendu à l'antenne, afin de pouvoir tirer au sort une enveloppe contenant une somme d'argent[2].